# Drypétis
Drypétis ou Drypteis, née entre 350 et 345 av. J.-C., peut-être morte en 323, est une princesse perse de la dynastie achéménide. Fille de Darius III et de Stateira, elle épouse Héphaistion, le favori d'Alexandre le Grand lors des noces de Suse.

## Biographie
Quand son père Darius III débute la campagne militaire contre Alexandre le Grand, il est accompagné de sa mère, Sisygambis et ses filles Drypétis et Stateira. Après sa défaite à la bataille d'Issos en 333 av. J.-C., Darius s'enfuit, sa famille étant capturée par Alexandre qui les traite avec magnanimité, promettant de fournir des dots à Drypétis et Stateira. Bien que Darius ait tenté à plusieurs reprises de racheter sa famille, Alexandre la conserve auprès avec lui jusqu'à 331, date à laquelle Drypétis et sa sœur sont envoyées à Suse pour apprendre le grec. En 324, elle épouse Héphaistion, le favori d'Alexandre et deuxième dans la hiérarchie impériale, lors des noces de Suse, mais elle devient rapidement veuve.
Selon Plutarque, elle aurait été assassinée après la mort d'Alexandre en juin 323 sur l'ordre de Roxane, avec l'appui de Perdiccas ; mais il est possible que Plutarque ait commis une confusion entre elle et Parysatis, une fille d'Artaxerxès III qui a aussi épousé Alexandre lors des noces de Suse.